# Ландаков Дмитро Андрійович
Дмитро Андрійович Ландаков (рос. Дмитрий Андреевич Ландаков, нар. 21 травня 1999, Москва, Росія) — російський футболіст, воротар клубу «Урал».

## Ігрова кар'єра
Дмитро Ландаков починав займатися футболом у молодіжній команді московського клубу «Чертаново», до якої він приєднався у віці 11 - ти років. Пізніше він грав у молодіжних командах «Локомотива» та «Оренбурга».
У 2020 році воротар приєднався до клубу Прем'єр-ліги «Урал». Дебютну гру на вищому рівні в основі «Урала» Ландаков провів 21 серпня 2021 року проти московського «Динамо».